# Gabriel Roucaute
Pour les articles homonymes, voir Roucaute.
Gabriel Roucaute, né le 25 avril 1904 à Alès (Gard) et mort le 21 février 1960 à Alès (Gard), est un résistant et homme politique français.

## Biographie
Gabriel Roucaute est né et a grandi dans une famille d'ouvriers alésienne. Il adhère au Parti communiste dès 1924 et, dans l'usine où il est employé comme métallurgiste, il mène également une action syndicale en tant que militant de la CGTU. Il séjourne un an à Moscou pour prendre des cours à l’École internationale Lénine.
Il déménage et s'installe dans la Loire. Rédacteur au Cri du Peuple, il est en 1938 secrétaire régional du PCF. Il est mobilisé en 1939 mais rentre rapidement. Il anime alors dans le sud-est l'action clandestine du PCF.
Il est arrêté par la police du régime de Vichy et condamné à mort par le tribunal de Clermont-Ferrand en août 1942. Raoul Calas, Lucien Bourdeau et seize autres inculpés sont condamnés à des peines moins lourdes. Après une campagne de protestation en leur faveur, leur peine est commuée en travaux forcés à perpétuité. Il est emprisonné à la prison de Nontron, en Dordogne. Libéré par l'Armée secrète (Raymond Boucharel), le 10 juin 1944, il participera jusqu'à la fin de la guerre à la formation idéologique des FTP dans le maquis.
À la Libération, il se fixe définitivement dans la région alésienne. Il débute alors sa carrière électorale. Il est élu maire d'Alès aux élections municipales de mai 1945. Toujours en 1945, il devient conseiller général du canton de La Grand-Combe ; et enfin, en octobre 1945, tête de liste aux élections législatives, il est élu député du Gard avec sa colistière Gilberte Roca. Il sera réélu sans cesse jusqu'en 1958, année où il est finalement battu. Il se présente aux élections sénatoriales de 1959, sans succès.
En parallèle, il fut un dirigeant national du PCF : il est membre du Comité central et s'occupe des dossiers de la main-d'œuvre immigrée et du secteur juif.
Il meurt en 1960.

## Fonctions et mandats
- Maire d'Alès (1945-1947)
- Conseiller général du canton de La Grand-Combe (1945-1951)
- Député du Gard (1945-1958)

## Distinction
- Médaille de la Résistance